# 好運的一天 (MAMAMOO實境節目)
《好運的一天》，亦可稱《運氣好的日子》（韓語：운수 좋은 날）是韓國olleh tv mobile的真人實境秀，由女子音樂組合MAMAMOO拍攝。2018年2月27日起逢星期二、四韓國時間 11:00在手機視頻APP“olleh tv mobile”播出。此節目為Mamamoo首個全體參加的專屬實境節目。

## 節目介紹
《好運的一天》記錄了2018年2月MAMAMOO於釜山2天1夜旅遊的過程，將由「福不福」(轉輪遊戲)的結果來決定MAMAMOO在旅程中所有旅費、餐飲、住宿選擇上的命運。

## 演出成員
- 頌樂
- 玟星
- 輝人
- 華莎

## 每集列表
| 集數 | 播放日期 | 節目內容                                                             |
| ---- | -------- | -------------------------------------------------------------------- |
| 1    | 2月27日  | 事前採訪 & 旅費集資 & 福不福轉盤遊戲 & 出發至釜山                    |
| 2    | 3月1日   | 休息站早餐福不福 & 海雲臺海水浴場 (海鷗鴿子的突襲)                   |
| 3    | 3月6日   | 水族館之旅 & 任務：找尋與自己相像的海洋生物並合影 & 與鯊魚共遊福不福 |
| 4    | 3月8日   | 札嘎其海產市場辦貨 & 吃貨放送QUIZ                                    |
| 5    | 3月13日  | 晚餐轉輪福不福                                                       |
| 6    | 3月15日  | 住宿轉輪福不福 & 真心話時間                                          |
| 7    | 3月20日  | 松島海上纜車 & 飲品店熱舞TIME                                        |
| 8    | 3月22日  | 海雲臺SAVE ZONE & 室內動物園驚魂記 & 第二季旅遊主題福不福            |